# Porphyrogenes boliva
Porphyrogenes boliva är en fjärilsart som beskrevs av Evans 1952. Porphyrogenes boliva ingår i släktet Porphyrogenes och familjen tjockhuvuden. Inga underarter finns listade i Catalogue of Life.